# Arrondissement de Jarotschin
L'arrondissement de Jarotschin, au sud-est de la province prussienne de Posnanie, existe de 1887 à 1919. L'ancien territoire de l'arrondissement appartient désormais à la voïvodie polonaise de Grande-Pologne .
L'arrondissement de Jarotschin est également une unité administrative allemande en Pologne occupée pendant la Seconde Guerre mondiale (1939-1945).

## Superficie
L'arrondissement de Jarotschin a en dernier lieu une superficie de 721 km².

## Histoire
L'arrondissement prussien de Jarotschin est formé dans le cadre d'une réforme des arrondissements dans le district de Posen le 1er octobre 1887. à partir des parties suivantes :
- De l'arrondissement de Pleschen (de), la ville et du district de police de Jarotschin, la ville et du district de police de Neustadt-sur-la-Warthe et du district de police de Kotlin
- De l'arrondissement de Schrimm, la ville de Jaratschewo, des communes et des districts de domaine de Chytrowo, Gola, Lowencice et Wojciechowo ainsi que des districts de domaine de Lukaszewo et Niedźwiady,
- De l'arrondissement de Wreschen, la ville et du district de police de Zerkow[3]

La ville de Jarotschin devient le siège de l'arrondissement et le siège du bureau d'arrondissement.
Le 27 décembre 1918, le soulèvement de la majorité polonaise contre la domination allemande commence dans la province de Posnanie et en janvier 1919, la région de l'arrondissement de Jarotschin est sous contrôle polonais. Le 16 février 1919, un armistice met fin aux combats germano-polonais et le 28 juin 1919, avec la signature du traité de Versailles, le gouvernement allemand cède officiellement l'arrondissement de Jarotschin à la Pologne nouvellement fondée.

## Évolution de la démographie
| Année | Habitants | Source |
| ----- | --------- | ------ |
| 1895  | 44 513    |        |
| 1895  | 46 855    | [ 6 ]  |
| 1900  | 47 509    | [ 7 ]  |
| 1910  | 51 626    | [ 7 ]  |

Parmi les habitants en 1890, 87 % sont d'origine polonaise et 11 % d'origine allemande. 2 % ont des racines juives. La majorité des habitants d'origine allemande quittent l'arrondissement après 1919.

## Politique

### Administrateurs de l'arrondissement
1887–190300Fritz Engelbrecht
1903–191600von Unger
1917–192000Robert Coester (de)

### Élections
La majeure partie de l'arrondissement de Jarotschin, ainsi que les arrondissements de Pleschen et de Wreschen, appartiennent à la 8e circonscription du district de Posen au Reichstag. La circonscription estremportée par les candidats de la Fraction polonaise aux élections du Reichstag entre 1887 et 1912 :
- 188700Theophil Magdzinski
- 189000Sigismund von Dziembowski-Pomian (de)
- 189300Sigismund von Dziembowski-Pomian
- 189800Sigismund von Dziembowski-Pomian
- 190300Anton von Chlapowski (de)
- 190700Wladislaus Seyda (de) (78,3 % der Wählerstimmen)[8]
- 191200Wladislaus Seyda (77,2 % der Wählerstimmen)[8]

## Structure administrative
Au 1er janvier 1908, l'arrondissement de Jarotschin comprend les quatre villes de Jarotschin, Jaratschewo, Neustadt-sur-la-Warthe et Zerkow. Les 94 communes et les 50 districts de manoirs sont regroupés en districts de police .

## Communes
Au début du XXe siècle, les communes suivantes appartiennent à l'arrondissement
- Annapol
- Antonin
- Bachorzew
- Biesiadowo
- Boguschin Hauland
- Boguschin, Dorf
- Breitenfeld
- Brzostkow
- Brzustow
- Cerekwice
- Chocicza
- Chromiec Hauland
- Chrzan
- Chwalencinek
- Chwalowo
- Chytrowo
- Cilcz
- Ciswica
- Dębno/Dembno
- Eichenried (district de domaine)
- Fabianow
- Friedrichsdorf
- Fürstlich Wola
- Genczewo
- Gola
- Golina
- Gora
- Grab
- Hochdorf
- Jaratschewo, ville
- Jarotschin, ville
- Kadziak
- Klein Lubin
- Klenka
- Klichow
- Kolniczki
- Komorze bei Neustadt (Warthe)
- Komorze bei Zerkow
- Konty
- Kotlin
- Kruczyn (Dorf)
- Kruczyn Hauland
- Kurcew
- Langenfeld
- Lawau
- Lgow
- Lichtenthal
- Lissewo
- Lobes
- Lowencice
- Lowenitz
- Ludwinowo
- Luszczanow
- Magnuszewice
- Michalowo bei Neustadt (Warthe)
- Mieschkow
- Neustadt-sur-la-Warthe, ville
- Niederdorf
- Noskow
- Orpiszewek
- Oschek
- Panienka
- Paruchowo
- Parzenczew
- Potarzyce
- Prusinow
- Prussy
- Radlin
- Raszewy
- Ratenau
- Rogusko
- Roszkow
- Rusko
- Siedlemin
- Skoraczew
- Slawoszew
- Stengosch
- Strzyzewko
- Sucha
- Suchorzew
- Suchorzewko
- Szczonowo
- Tokarow
- Twardow
- Wilhelmswalde
- Wilkowya
- Wilscha
- Witaszyce
- Woizichau
- Wojciechowo
- Wolica Kozia
- Wolica Pusta
- Wyszki
- Zakrzew
- Zalesie
- Zerkow, ville
- Zerkwitz
- Zerniki
- Zulkow

Avant 1908, la commune de Bielejewo est incorporée à Panienka et la commune de Tumidaj est incorporée à Jarotschin. Le 21 février 1910, les communes de Czonszczew et d'Osiek fusionnent pour former la commune d'Oschek. Au début du XXe siècle, plusieurs toponymes sont germanisés.

## Personnalités liées à l'arrondissement
- Eduard Lasker (1829-1884), homme politique né à Jarotschin
- Hugo von Radolin (1841-1917), diplomate
- Oskar Telke (de) (1848-1917), né à Mieschkow et conseiller médical privé à Breslau, né à Mieschkow
- Jacob Steinhardt (1887-1968), peintre né à Zerkow
- Felix Strecker (de) (1892-1951), ingénieur électricien né à Dembno
- Waldemar Kraft (1898-1977), homme politique né à Brzustow
- Elisabeth Schwarzkopf (1915-2006), chanteuse d'opéra née à Jarotschin

## L'arrondissement de Jarotschin en Pologne occupée (1939-1945)

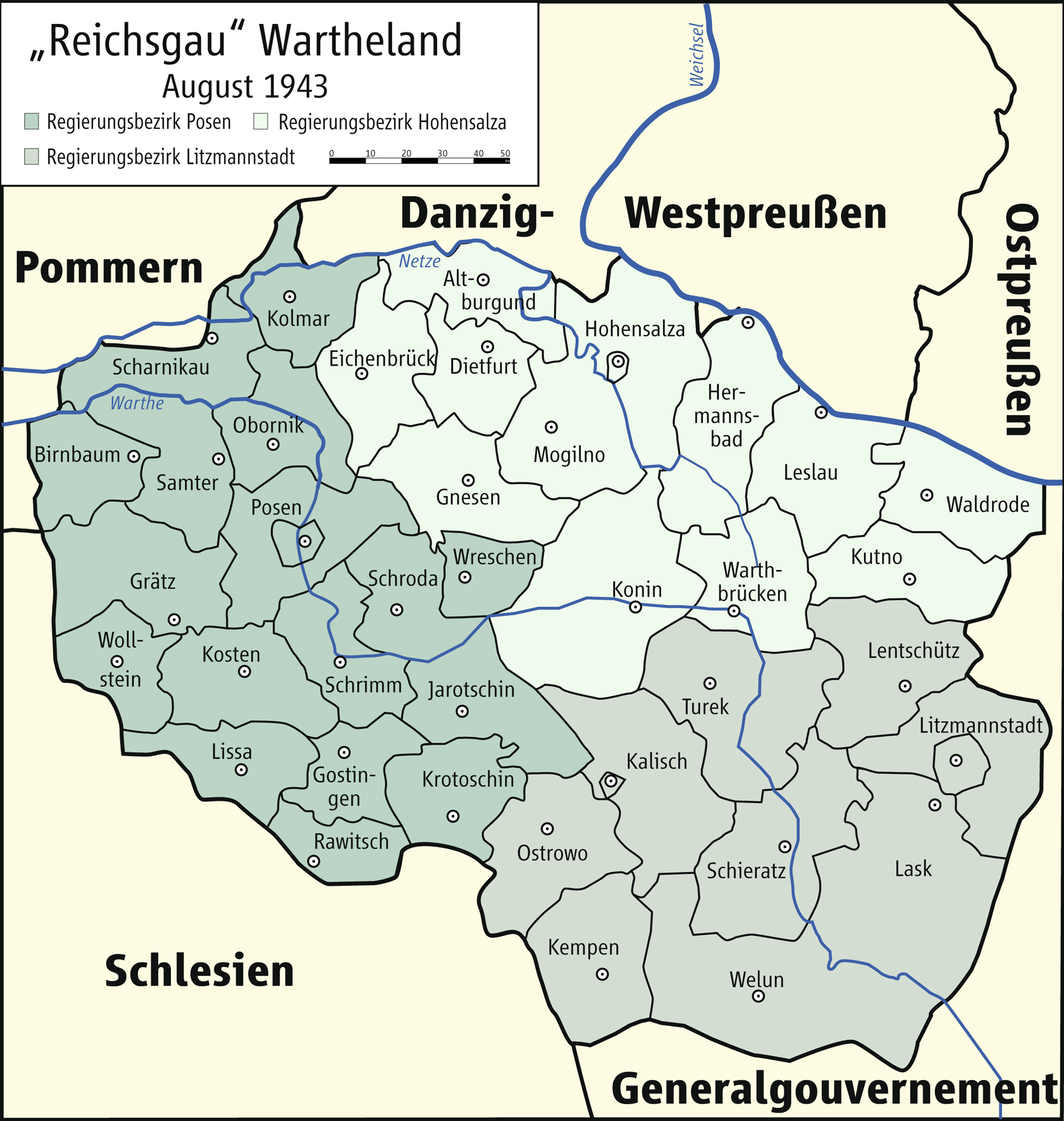
Districts et arrondissements du Reichsgau Wartheland

### Histoire
Pendant la Seconde Guerre mondiale, les autorités d'occupation allemandes ont formé l'arrondissement de Jarotschin dans le district de Posen (de), qui comprend les anciens arrondissements de Jarotschin et de Pleschen. Cependant, l’annexion de la zone par le Reich allemand le 26 octobre 1939 est inefficace au regard du droit international en tant qu’acte de force unilatéral. L’occupation allemande prend fin avec l’invasion de l’Armée rouge en janvier 1945.

### Commissaire régional
1939 –9999 0 0 Peter Orlowski

### Administrateurs de l'arrondissement
1939-1941 0 0 Peter Orlowski (de)
1941–1943 0 0 Marius Molsen (de)
1943-1945 0 0 Peter Orlowski

### Structure administrative
Pendant l'occupation allemande de la Seconde Guerre mondiale, seules Jarotschin en 1942 et Pleschen en 1943 reçoivent le statut de ville selon les règlements municipaux allemands de 1935, les autres communes sont regroupées en districts administratifs .

### Changements de noms de lieux
Pendant l'occupation allemande, les noms de lieux en vigueur en 1918 sont initialement adoptés par un décret non publié du 29 décembre 1939, mais des germanisations « sauvages » sont bientôt réalisées par les autorités locales d'occupation. Le 18 mai 1943, tous les lieux dotés d'une poste ou d'une gare reçoivent des noms allemands ; il s'agit pour la plupart d'ajustements phonétiques, de traductions ou d'inventions libres.
Communes plus grandes :
| Nom polonais          | Nom allemand (1815–1919)       | Nom allemand (1939–1945)                     |
| --------------------- | ------------------------------ | -------------------------------------------- |
| Bieździadów           | Biesiadowo                     | 1939 Hochland 1939–1945 Hochfeld             |
| Boguszyn              | Boguschin                      | Bogenfelde                                   |
| Chocicza              | Falkstätt                      | 1939 Falkstädt 1939–1945 Falkstätt           |
| Chrzan                | Chrzan                         | Roggenfelde                                  |
| Cielcza               | Cilcz                          | Fürstenau                                    |
| Ciswica               | Ciswica                        | Schoberdorf                                  |
| Dębno                 | Dembno 1910–1919 Eichenried    | Eichenried                                   |
| Dobieszczyzna         | Langenfeld                     | 1939–1943 Langenfeld 1943–1945 Ostlangenfeld |
| Golina                | Golina                         | 1939–1943 Annenhof 1943–1945 Göllen          |
| Góra                  | Gora                           | 1939–1943 Schloßberg 1943–1945 Schloßhöhe    |
| Jaraczewo             | Jaratschewo                    | Obragrund                                    |
| Jarocin               | Jarotschin                     | Jarotschin                                   |
| Klęka                 | Klenka                         | Linderhof                                    |
| Kotlin                | Kotlin                         | 1939–1943 Kottlau 1943–1945 Kesseltal        |
| Ludwinów              | Ludwinowo                      | Ludwigsmühle                                 |
| Łuszczanów            | Luszczanow                     | Klengdorf                                    |
| Mieszków              | Mieszkow 1875–1919 Mieschkow   | 1939 Halbstadt 1939–1945 Mühlenfelde         |
| Nowe Miasto nad Wartą | Neustadt a./Warthe             | Neustadt a./Warthe                           |
| Siedlemin             | Siedlemin                      | Neu Siedel                                   |
| Sławoszew             | Slawoszew                      | Neu Lawau                                    |
| Wilkowyja             | Wilkowya                       | Wolfsdorf                                    |
| Witaszyce             | Witaszyce 1906–1919 Witaschütz | 1939–1943 Wildschütz 1943–1945 Waidschütz    |
| Żerków                | Zerkow                         | Bergstadt                                    |